# المصارعة في الدورة الرياضية العربية الثانية بيروت 1957
المصارعة في الدورة الرياضية العربية الثانية بيروت 1957:

## المصارعة الحرة

### توزيع الأوسمة
| ت | البلد  | ذهبية | فضية | برونزية | المجموع |
| - | ------ | ----- | ---- | ------- | ------- |
| 1 | العراق | 6     | 2    | -       | 8       |
| 2 | لبنان  | 2     | 6    | -       | 8       |

### النتائج الكاملة
| Event  | الذهبية                       | الفضية                    | البرونزية |
| ------ | ----------------------------- | ------------------------- | --------- |
| 52كغم  | حسن عبد الوهاب (العراق)       | وفيق نحله (لبنان)         | -         |
| 57كغم  | هاني إبراهيم (لبنان)          | كريم رشيد (العراق)        | -         |
| 62كغم  | قاسم أحمد السيد (العراق)      | عصام الخطيب (لبنان)       | -         |
| 68 كغم | عبد الرزاق محمد صالح (العراق) | عبد الله مقلد (لبنان)     | -         |
| 74كغم  | فاروق رمضان (لبنان)           | بهاء الدين توفيق (العراق) | -         |
| 82 كغم | رحومي جاسم (العراق)           | اسعد عيد (لبنان)          | -         |
| 90كغم  | خالد أحمد (العراق)            | حسن خريس (لبنان)          | -         |
| 100كغم | أموري إسماعيل (العراق)        | سليم برزا (لبنان)         | -         |

## المصارعة اليونانية-الرومانية

### توزيع الاوسمة
| ت | البلد  | ذهبية | فضية | برونزية | المجموع |
| - | ------ | ----- | ---- | ------- | ------- |
| 1 | لبنان  | 1     | -    | -       | 1       |
| 2 | سوريا  | -     | 1    | -       | 1       |
| 3 | المغرب | -     | -    | 1       | 1       |

### النتائج المعروفة
| Event  | الذهبية                | الفضية                  | البرونزية          |
| ------ | ---------------------- | ----------------------- | ------------------ |
| 68 كغم | إبراهيم عواركة (لبنان) | مصطفى عبد القادر(سوريا) | حمو هداوي (المغرب) |

## مجموع اوسمة المصارعة
| ت | البلد  | ذهبية | فضية | برونزية | المجموع |
| - | ------ | ----- | ---- | ------- | ------- |
| 1 | العراق | 6     | 2    | -       | 8       |
| 1 | لبنان  | 3     | 6    | -       | 9       |
| 2 | سوريا  | -     | 1    | -       | 1       |
| 3 | المغرب | -     | -    | 1       | 1       |